# Sant Salvador (Miralles)
Sant Salvador és l'església de l'antic poble de Miralles, de l'antic terme d'Espluga de Serra, actualment englobat en el de Tremp.
Està situada al sud de Miralles, al vessant nord de lo Serrat, al qual pertany lo Tossal, sota l'Alzinera de Sant Salvador, i al sud-oest de Piconiller.